# اعتماد قنصلي

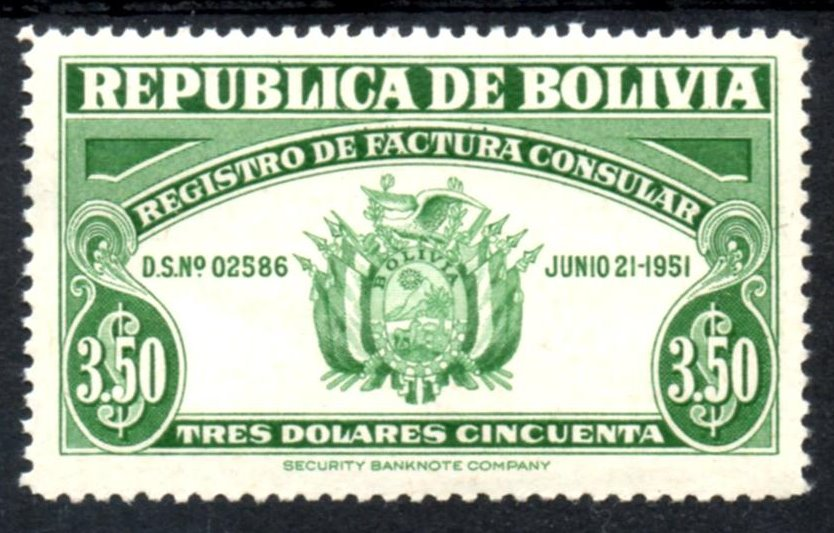
طابع عائدات بوليفي من عام 1951 لتجميع الرسوم الخاصة بالفواتير القنصلية.

في القانون الدولي، الاعتماد القنصلي هو عملية استيقان أي وثائق قانونية من خلال مكتب القنصل، من خلال توقيع القنصل ووضع شريط أحمر على الوثيقة.
وتتطلب العديد من الدول، مثل جمهورية الدومينيكان أن يتم اعتماد وثائق التصدير قنصليًا في دولة التصدير قبل وصول البضائع إلى الميناء، وتفرض عقوبة على أي بضائع تصل إلى الميناء مصحوبة بوثائق لم يتم اعتمادها قنصليًا. وبشكل نموذجي، يتم تقديم فاتورة قنصلية خاصة، يتم إعدادها بلغة الدولة الوجهة، إلى مكتب القنصلية في دولة التصدير.
في جولة الاتفاق العام بشأن التعريفات الجمركية والتجارة التي عقدت في عام 1952، تم اقتراح إلغاء الاعتماد القنصلي للفواتير التجارية. وفي عام 2005، قامت الولايات المتحدة وأوغندا بتقديم اقتراح إلى منظمة التجارية العالمية من أجل إلغاء الاعتماد القنصلي.
وبالإضافة إلى وثائق الشحن، تشتمل الوثائق الأخرى التي تتطلب الاعتماد القنصلي على وثائق السفر (مثل خطاب موافقة الوالدين للأشخاص الأقل من 18 عامًا والذين يسافرون بدون الوالدين)، وخطابات الاعتماد، والتوكيلات.